# Велике князівство Фінляндське
Велике князівство Фінляндське або Фінля́ндське генера́л-губерна́торство (фін. Suomen suuriruhtinaskunta; швед. Storfurstendömet Finland; рос. Великое княжество Финляндское) — адміністративно-територіальна одиниця у складі Російської імперії із столицей в місті Гельсінгфорс.

## Історія
У 1556—1568 рр. Фінляндія мала у складі Шведського королівства статус герцогства, у 1568—1808 рр. — великого герцогства (шведський король був одночасно великим князем Фінляндським; країна мала власний парламент (дієт), власний прапор — біле полотнище із синім прямим хрестом — і користувалася внутрішньою автономією).
Інкорпорація окремих частин Фінляндії до складу Російської імперії почалася під час Великої Північної (шведсько-російської) війни 1700—1721 рр. Згідно з Ніштадтським мирним договором 1721 р., Швеція поступилася Російській імперії частиною шведської Карелії з містом Виборг. За Абоським мирним трактатом 1743, до імперії Романових перейшла решта шведської Карелії (з містами Вільманстранд, Нейшлот та Фрідрихсгамн). Із цих земель росіяни сформували Виборзьку губернію (згодом була також відома як «Стара Фінляндія»).
Повна інкорпорація Фінляндії до Російської імперії відбулася після поразки Швеції у війні 1808—1809 рр.
27 березня 1809 р. російський імператор Олександр I, проголосивши себе Великим князем Фінляндським, підписав маніфест про недоторканість дотеперішньої релігії, прав і законів Фінляндії.
28 березня 1809 р. у Порвоо (Борго) відбувся сейм станів Фінляндії, який затвердив персональну унію країни з Російською імперією. Делегати склали присягу Олександру I як Великому князю Фінляндському та ухвалили головні засади державного устрою, після чого сейм не скликали до 1863 р.
Таким чином, Фінляндію було проголошено великим князівством у складі Російської імперії. Її монархами тепер ставали імператори з династії Романових, представником яких у Фінляндії був генерал-губернатор. У Санкт-Петербурзі створили міністерство у справах Фінляндії. Цей статус зберігався впродовж понад століття. На практиці це означало досить широку автономію законодавчої, виконавчої та судової гілок влади.
23 грудня 1811 р. імператорським маніфестом зі складу суто імперських земель до Великого князівства Фінляндського було повернуто територію «Старої Фінляндії» з м. Виборг.
1809—1812 — столицею князівства залишалося місто Або (Турку), потім її перенесено до Гельсінфорсу (Гельсінкі), на 150 км ближчого до Санкт-Петербургу.
Країною поруч з генерал-губернатором керував уряд — Імператорський Фінляндський сенат.
1811 — створено Фінляндський банк.
Вересень 1863 року — імператор дозволив регулярно скликати фінляндський сейм (парламент). Його перше засідання відкрив особисто імператор Олександр II промовою, виголошеною по-французьки.
Державною мовою у ВКФ була шведська, у 1809—1863 та 1900—1917 рр. — також російська, з 1863 р. статус державної отримала й фінська.
1860 — за указом Олександра II, на території Великого князівства Фінляндського було введено власну валюту — фінляндську марку.
За часів Олександра III та Миколи II Петербург намагався обмежити автономію ВКФ. Було ліквідовано автономні фінські війська, робилися спроби примусити фінляндців до служби в загальноімперській армії, русифікувати освіту та державні установи тощо. Найзатятішим русифікатором Фінляндії був генерал-губернатор М.Бобриков, який 1904 року загинув внаслідок замаху.
Певні зміни настали після російської революції 1905—1907 років. 20 червня 1906 фінляндський сейм навіть зміг затвердити конституцію країни (Сеймовий устав) підписом імператора Миколи ІІ.
1906 — замість застарілого станового сейму відбулися вибори до нового демократичного парламенту (Eduskunta), сформованого на засадах загального виборчого права. Саме тоді фінські жінки першими в Європі отримали право голосу на виборах.
Проте 1909 року імператорським указом конституцію Фінляндії було скасовано, 1910-го — розпущено парламент.
Лютий 1917 — з поваленням Миколи ІІ персональна унія Фінляндії з Росією виявилася автоматично розірваною. Було відновлено конституцію Фінляндії.
Останню спробу придушення автономії Фінляндії зробив російський Тимчасовий уряд у липні 1917 року.
Після жовтневого (листопадового) перевороту 1917 року в Російській республіці новий фінський парламент 15 листопада перебрав на себе всю владу в країні.
6 грудня 1917 р. сейм проголосив створення незалежного «Королівства Фінляндія», перетвореного 1918 року на Фінляндську Республіку.
22 грудня 1917 р. — уряд РРФСР визнав незалежність Фінляндії (серед підписів під цим декретом був і автограф українського більшовика Григорія Петровського).

## Державний устрій

### Політичний устрій
Очільником Великого князівства Фінляндського був російський імператор, який мав титул Великого князя Фінляндського, генерал-губернатор — голова місцевого уряду, а з 1816 року — Імператорського фінляндського сенату, виконував функції намісника. Вища фінська адміністрація підпорядковувалася безпосередньо імператору. У Петербурзі фінськими справами до 1891 року займався Комітет (у 1809—1811 рр. — Комісія) у справах Фінляндії.
Сейм Фінляндії складався з представників чотирьох станів. У його компетенцію входило тільки законодавство в галузі внутрішніх справ. Без згоди Сейму імператор не міг вводити або скасовувати закони і податки.
До 1863 року, оскільки фінляндський Сейм фактично не збирався, Сенат брав активну участь у законодавчому житті краю, хоча формально був наділений лише правом законодавчої ініціативи. Законопроєкт, що виходить від Сенату, за схвалення його імператором, мав передаватися у вигляді найвищої пропозиції на обговорення Сейму, а так як Сейми не скликались, то на ділі відразу ж після схвалення законопроєкт ставав законом.

## Адміністративний поділ

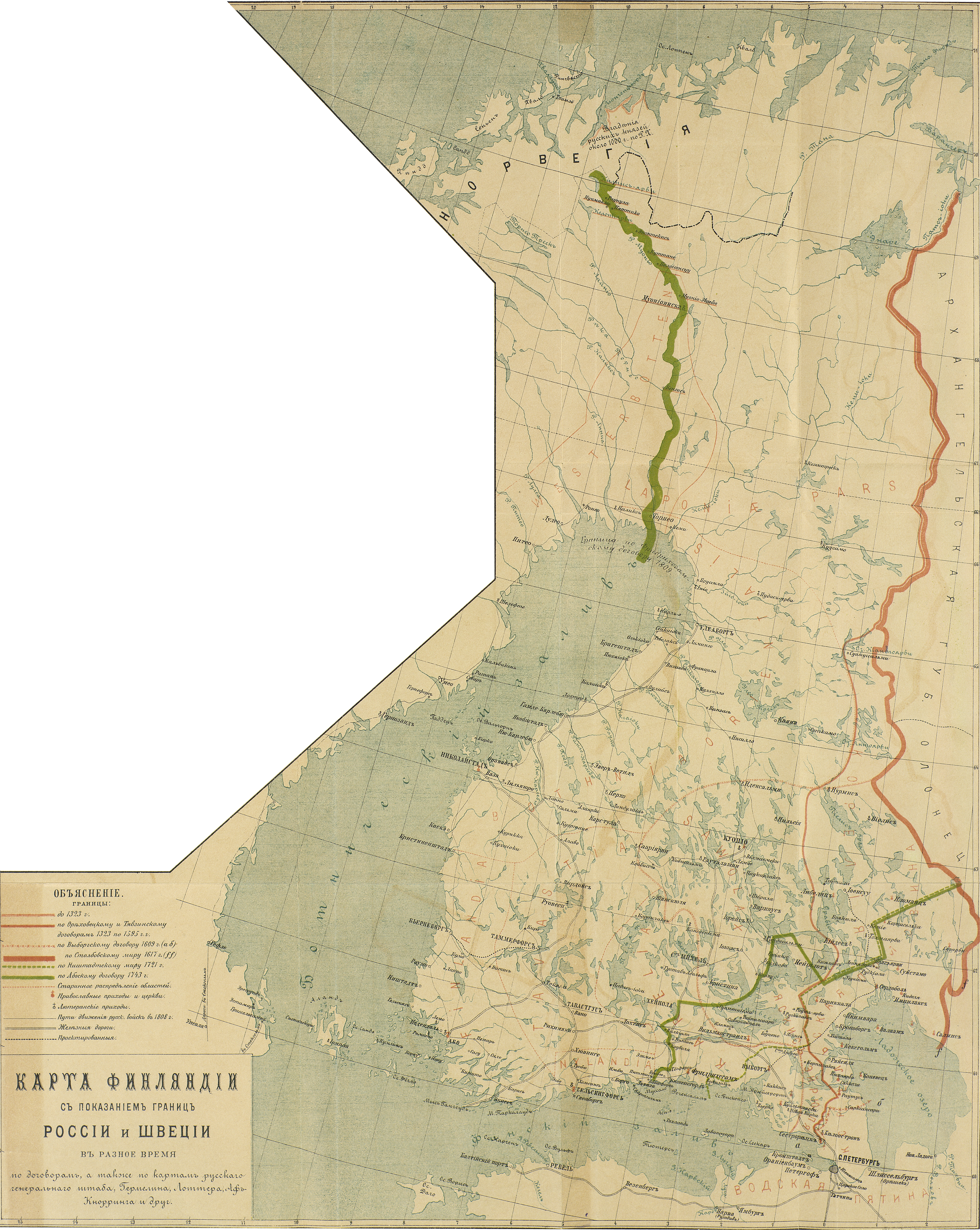
Карта Фінляндії із зазначенням меж Російської імперії та Швеції в різний час за договорами, а також по картах генерального штабу, Гермелін, Лоттера, Аф-Кнорринга та інших. Ордин, Кесарь Филиппович «Покорение Финляндии. Опыт описания по неизданным источникам». Том I. — СПб: Тип. И. Н. Скороходова, 1889
«Suomenmaan kartta» 1881 року. Ділянка карти виділена білим кольором — проєкт виходу Фінляндії до Північного Льодовитого океану.
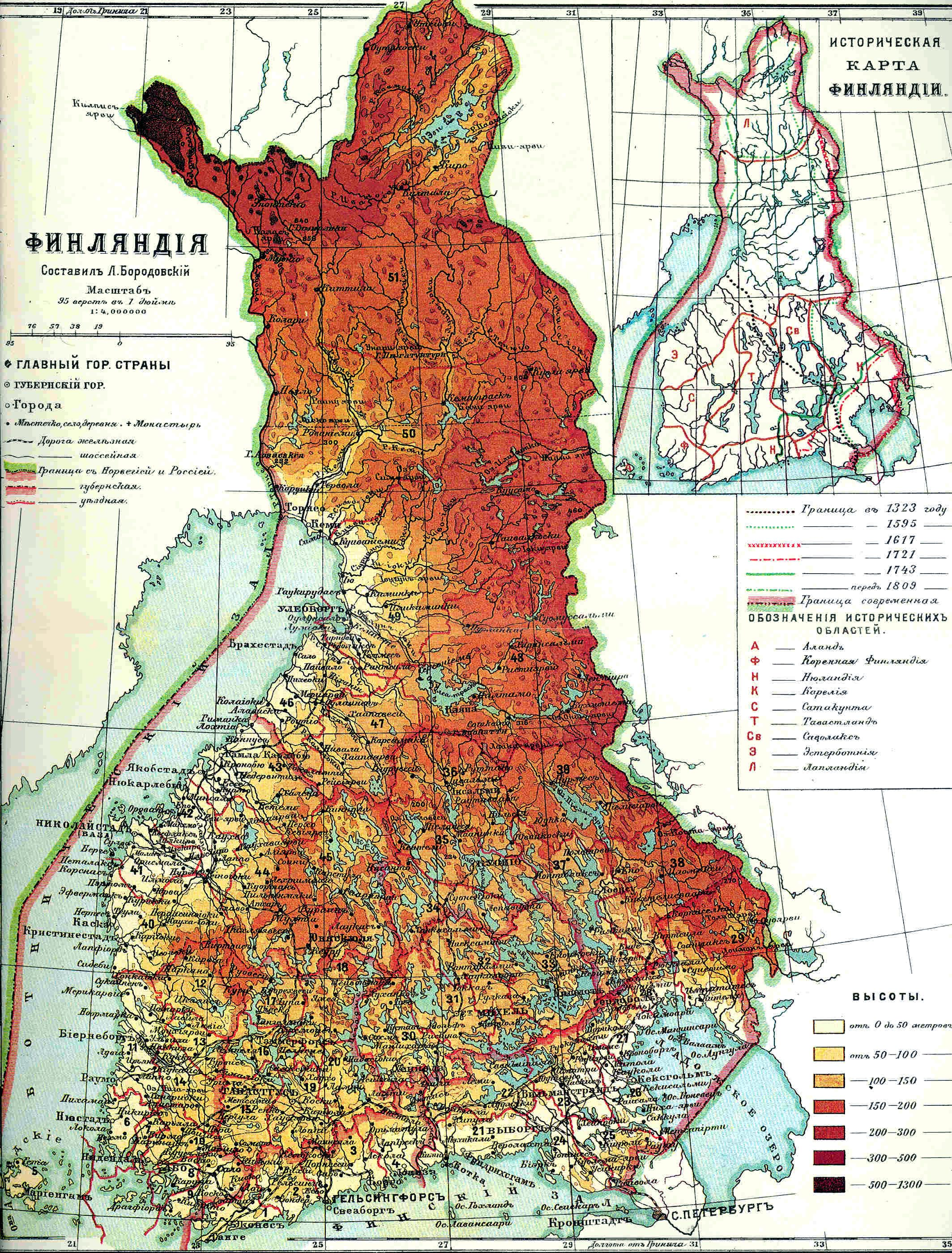
Карта зі словника Брокгауза і Ефрона (1900)

8 губерній:
- - Або-Б'єрнеборзька (центр — Або)
  - Вазаська (центр — Ніколайстад)
  - Виборзька (центр — Виборг)
  - Куопіоська (центр — Куопіо)
  - Нюландська (центр — Гельсінгфорс)
  - Свято-Міхельська (центр — Санкт-Михель)
  - Тавастгуська (центр — Тавастгус)
  - Улеаборзька (центр — Улеаборг)

## Економіка

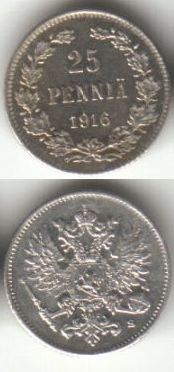
25 пенні, 1916 року. На аверсі монети герб великого князівства Фінляндського

На початку XX століття у Фінляндії переважно розвивалася деревообробна і целюлозно-паперова промисловість, яка орієнтувалася на західноєвропейський ринок. Провідною галуззю сільського господарства стало тваринництво, продукція якого також в основному вивозилася в Західну Європу. Торгівля Фінляндії з Росією при цьому скорочувалася. Під час Першої світової війни через блокаду і практично повне припинення зовнішніх морських зв'язків були згорнуті як основні експортні галузі, так і галузі внутрішнього ринку, які працювали на привізній сировині.

### Грошові одиниці князівства
Коли Фінляндія входила до складу Швеції, в обігу був шведський ріксдалер. Під час російсько-шведських війн використовувалися грошові знаки обох країн, в 1809–1860 роках — тільки російський рубль.
В 1860 році, за указом імператора Олександра II, на території Великого князівства Фінляндського була введена власна валюта — Фінляндська марка, чому немало сприяла активність Йохана Снелльмана, фінського сенатора, публіциста, філософа, письменника, журналіста і державного діяча, одного з найвідоміших фенноманів XIX століття.
Назву для нової валюти придумав Еліас Леннрот, збирач «Калевали». Примітно, що Німеччина назвала свою валюту маркою тільки через 10 років.